# 立陶宛统治者列表

## 立陶宛王國 (1236–1569)
头衔：立陶宛国王。

### 明道加斯王朝 (1236－1285)
- 明道加斯（Mindaugas；約1251年至1263年）

## 立陶宛大公國 (1236–1569)
头衔：大公

### 明道加斯王朝 (1236－1285)
- 特莱尼奥塔（Treniota；1263年－1264年）
- 瓦伊什维尔卡斯（Vaišvilkas；1264年－1267年）
- 斯瓦尔恩（Švarnas；1267年－1269年）
- 特莱德尼斯（Traidenis；1269或1270年－1282年）
- 道曼塔斯（Daumantas；1282年－1285年）

### 格迪米尼茲王朝(1285－1440)
- 布蒂盖迪斯（Butigeidis；1285年－1291年）
- 布特维达斯（Butvydas；1291年－1295年）
- 维特尼斯（Vytenis；1295年－1316年）
- 格迪米纳斯（Gediminas；1316年－1341年）
- 尧努蒂斯（Jaunutis；1341年－1345年）
- 阿尔吉尔达斯（Algirdas；1345年－1377年）
  - 科斯圖提斯(共治者)（Kęstutis；1381年－1382年）

### 雅盖洛王朝(1377年－1381年)
- 雅盖沃（Jogaila；1377年－1381年）

### 格迪米尼茲王朝復辟 (1285－1440)
- - 维陶塔斯(攝政)（Vytautas the Great；1392年－1430年）
  - 什维特里盖拉(攝政)（Švitrigaila；1430年－1432年）
  - 齊吉曼塔斯·科斯圖泰提斯(攝政)（Sigismund Kęstutaitis；1432年－1440年）

### 雅盖洛王朝復辟(1440－1569)
- 卡齐米日四世（1440年－1492年），雅盖沃之子，1447年被选为波兰国王。
- 亚历山大一世（1492年－1506年），卡齐米日四世之子，1501年被选为波兰国王。
- 齐格蒙特一世（1506年－1548年），卡齐米日四世之子
- 齐格蒙特二世（1548年－1569年），齐格蒙特一世之子，1529年起实际掌权。

## 波蘭立陶宛選舉制君主
波蘭立陶宛聯邦在1569年成立，獲選的波蘭國王也會兼任立陶宛大公。
头衔：波兰国王和立陶宛大公。
| 名字                  | 图像 | 在位      | 生卒                                   | 王朝           | 注释 |
| --------------------- | ---- | --------- | -------------------------------------- | -------------- | --- |
| 亨里克五世            |      | 1573–1575 | 1551年9月19日 – 1589年8月2日（37歲）   | 瓦卢瓦         | 第一位當選國王，后因引起當地貴族不滿而遜位，回到法国，后成为法兰西国王亨利三世。                                         |
| 安娜                  |      | 1575–1586 | 1523年10月18日 – 1596年9月9日（72歲）  | 雅盖洛         | 齐格蒙特二世之妹，亚盖隆王朝末代国王。后与斯特凡结婚和共治，丈夫去世后退隐修道院。                                       |
| 斯特凡                |      | 1576–1586 | 1533年9月27日 – 1586年12月12日（53歲） | 巴托里         | 与安娜国王结婚而登上王位。                                                                                               |
| 齐格蒙特三世          |      | 1588–1632 | 1556年6月20日 – 1632年4月30日（65歲）  | 瓦萨           | 齐格蒙特一世之外孙，共主邦联的支持者，1592年—1599年的瑞典国王，後來與叔叔卡爾九世爭位失敗，被瑞典議會廢黜後返回波蘭。    |
| 瓦迪斯瓦夫四世        |      | 1632–1648 | 1595年6月9日 – 1648年5月20日（52歲）   | 瓦萨           | 齐格蒙特三世之子，在位期間為波蘭黃金時期，並在斯摩稜斯克戰爭中擊敗俄羅斯沙皇國                                           |
| 扬·卡齐米日           |      | 1648–1668 | 1609年3月22日 – 1672年12月16日（63歲） | 瓦萨           | 退位为僧侣，瓦萨王朝最后一位君主。后被追加王号扬二世。                                                                   |
| 米哈乌                |      | 1669–1673 | 1640年5月31日 – 1673年11月10日（33歲） | 维希尼奥维茨基 | |
| 扬三世                |      | 1674–1696 | 1629年8月17日 – 1696年6月17日（66歲）  | 索别斯基       | 在位期間為波蘭中興時期，在維也納戰爭擊敗鄂圖曼帝國。                                                                     |
| 奥古斯特二世          |      | 1697–1706 | 1670年5月12日 – 1733年2月1日（62歲）   | 韦廷           | 同时为萨克森选王侯弗里德里希·奥古斯都一世。波瑞戰爭失敗後被迫退位，後來重登王位。                                        |
| 斯坦尼斯瓦夫          |      | 1706–1709 | 1677年10月20日 – 1766年2月23日（88歲） | 莱什琴斯基     | 大北方战争。 |
| 奥古斯特二世          |      | 1709–1733 | 1670年5月12日 – 1733年2月1日（62歲）   | 韦廷           | 第二次担任。 |
| 斯坦尼斯瓦夫          |      | 1733–1736 | 1677年10月20日 – 1766年2月23日（88歲） | 莱什琴斯基     | 波兰王位继承战争，退位後擔任洛林公爵。                                                                                   |
| 奥古斯特三世          |      | 1733–1763 | 1696年10月17日 – 1763年10月5日（66歲） | 韦廷           | 奥古斯特二世之子。奥古斯特三世與上任國王斯坦尼斯瓦夫爭位導致了波兰王位继承战争，削弱了波蘭國力，為日後瓜分波蘭種下禍根。 |
| 斯坦尼斯瓦夫·奥古斯特 |      | 1764–1795 | 1732年1月17日 – 1798年2月12日（66歲）  | 波尼亚托夫斯基 | 在位期间，立陶宛大公国和波兰王国合并；波兰被瓜分后退位；流亡俄罗斯并死于當地。                                           |

## 立陶宛王國 (1918)
1918年2月16日立陶宛在德国支持下宣布独立，7月11日第二代乌拉赫公爵威廉·卡尔收到立陶宛议会邀其就任立陶宛国王的请求，自称“明道加斯二世”，11月2日立陶宛议会撤销这一邀请，宣布成立共和国。
| 名字                      | 图像 | 在位                  | 王室   | 注释 |
| ------------------------- | ---- | --------------------- | ------ | ---- |
| 明道加斯二世 Mindaugas II |      | 1918年7月11日—11月2日 | 符腾堡 |      |

## 立陶宛蘇維埃社會主義共和國 (1940–1941和1944–1990)
头衔: 立陶宛共产党中央委员会第一书记.
| 任期                                                      | 第一書記                                                      | 備註                 |
| --------------------------------------------------------- | ------------------------------------------------------------- | -------------------- |
| 1940年7月21日－1941年6月24日 1944年7月13日－1974年1月22日 | 安塔纳斯·斯涅奇库斯 Antanas Sniečkus                          |                      |
| 1974年2月18日－1987年11月14日                             | 皮亚特拉斯·格里什基亚维丘斯 Petras Griškevičius               |                      |
| 1987年12月1日－1988年10月19日                             | 林高达斯-布罗尼斯洛瓦斯·松盖拉 Ringaudas Bronislovas Songaila | 首位領導人被衹奪權力 |
| 1988年10月19日－1989年12月                                | 阿尔吉尔达斯·布拉藻斯卡斯 Algirdas Mykolas Brazauskas         | 宣布独立后失去权力   |

從1940年8月25日至1990年3月11日最高蘇維埃主席團集體擔任國家元首。
| 任期                           | 最高蘇維埃主席團主席                | 備註                  |
| ------------------------------ | ----------------------------------- | --------------------- |
| 1940年8月25日－1967年4月14日   | 尤斯塔斯·帕列茨基斯 Justas Paleckis | 1941–1944年流亡俄罗斯 |
| 1967年4月14日－1975年12月24日  | 莫捷尤斯·舒毛斯卡斯                 |                       |
| 1975年12月24日－1985年11月18日 | 安塔纳斯·巴尔考斯卡斯               |                       |
| 1985年11月18日－1987年12月7日  | 林高达斯-布罗尼斯洛瓦斯·松盖拉      |                       |
| 1987年12月7日－1990年1月15日   | 维陶塔斯·阿斯特劳斯卡斯             |                       |
| 1990年1月15日－1990年3月11日   | 阿尔吉尔达斯·布拉藻斯卡斯           |                       |

## 外部連結
- 立陶宛统治者列表 （页面存档备份，存于）